# 2013-as MTV Movie Awards
A 2013-as MTV Movie Awards díjátadó ünnepségét 2013. április 14-én tartották a kaliforniai Sony Pictures Studios-ban, a házigazda Rebel Wilson volt. A jelölteket március 5-én tették közé. A műsort az MTV, az MTV2, a VH1 és a Logo csatorna közvetítette.

## Díjazottak és jelöltek
A nyertesek a táblázat első sorában, félkövérrel vannak jelölve.
| Legjobb film | Áttörő előadás |
| --- | --- |
| - Bosszúállók - A sötét lovag – Felemelkedés - Django elszabadul - Napos oldal - Ted | - Rebel Wilson – Tökéletes hang - Eddie Redmayne – A nyomorultak - Ezra Miller – Egy különc srác feljegyzései - Quvenzhané Wallis – A messzi dél vadjai - Suraj Sharma – Pi élete |
| Legjobb színész | Legjobb színésznő |
| - Bradley Cooper – Napos oldal - Ben Affleck – Az Argo-akció - Channing Tatum – Magic Mike - Daniel Day-Lewis – Lincoln - Jamie Foxx – Django elszabadul | - Jennifer Lawrence – Napos oldal - Anne Hathaway – A nyomorultak - Emma Watson – Egy különc srác feljegyzései - Mila Kunis – Ted - Rebel Wilson – Tökéletes hang |
| Legjobb hős | Legjobb gonosz |
| - Martin Freeman – A hobbit: Váratlan utazás - Christian Bale – A sötét lovag – Felemelkedés - Robert Downey Jr. – Bosszúállók - Mark Ruffalo – Bosszúállók - Kristen Stewart – A Hófehér és a Vadász                                                         | - Tom Hiddleston – Bosszúállók - Javier Bardem – Skyfall - Leonardo DiCaprio – Django elszabadul - Marion Cotillard – A sötét lovag – Felemelkedés - Tom Hardy – A sötét lovag – Felemelkedés |
| Legjobb csók | Legjobb harc |
| - Jennifer Lawrence és Bradley Cooper – Napos oldal - Emma Watson és Logan Lerman – Egy különc srác feljegyzései - Kara Hayward és Jared Gilman – Holdfény királyság - Kerry Washington és Jamie Foxx – Django elszabadul - Mila Kunis és Mark Wahlberg – Ted | - Robert Downey Jr., Chris Evans, Mark Ruffalo, Chris Hemsworth, Scarlett Johansson és Jeremy Renner vs. Tom Hiddleston – Bosszúállók - Christian Bale vs. Tom Hardy – A sötét lovag – Felemelkedés - Jamie Foxx vs. Candieland Henchmen – Django elszabadul - Daniel Craig vs. Ola Rapace – Skyfall - Mark Wahlberg vs. Seth MacFarlane – Ted |
| Legjobb zenés pillanat | Legjobb duó |
| - "No Diggity" – Tökéletes hang - "I Dreamed a Dream" – A nyomorultak - "It's Raining Men" – Magic Mike - "Come On Eileen" – Egy különc srác feljegyzései - "Don't You Worry 'bout a Thing / Fell in Love with a Girl" – Napos oldal                          | - Mark Wahlberg és Seth MacFarlane – Ted - Robert Downey Jr. és Mark Ruffalo – Bosszúállók - Leonardo DiCaprio és Samuel L. Jackson – Django elszabadul - Jennifer Lawrence és Bradley Cooper – Napos oldal |
| Legjobb félmeztelen jelenet | Legjobb szarrá ijedt alakítás |
| - Taylor Lautner – Alkonyat – Hajnalhasadás (film) - Channing Tatum – Magic Mike - Christian Bale A sötét lovag – Felemelkedés - Daniel Craig - Skyfall - Seth MacFarlane - Ted                                                                               | - Suraj Sharma – Pi élete - Alexandra Daddario – A texasi láncfűrészes – Az örökség - Jennifer Lawrence – Ház az utca végén - Jessica Chastain – Zero Dark Thirty – A Bin Láden hajsza - Martin Freeman - A hobbit váratlan utazás |
| A nyád legbadassebb tinije | Legtorokszorítóbb alakítás |
| - Chloë Grace Moretz – Kick-Ass 2. - Logan Lerman – Percy Jackson: Szörnyek tengere - Lily Collins – A végzet ereklyéi: Csontváros - Jaden Smith – A Föld után                                                                                                | - Jamie Foxx és Samuel L. Jackson – Django elszabadul - Anna Camp – Tökéletes hang - Denzel Washington – Kényszerleszállás - Javier Bardem – Skyfall - Seth MacFarlane – Ted |
| Legjobb latin színész | |
| - Javier Bardem – Skyfall - Benicio del Toro – Vadállatok - John Ortiz – Napos oldal - Michael Peña – Az utolsó műszak - Salma Hayek – Vadállatok | |

### Comedic Genius Award
- Will Ferrell

### MTV Trailblazer Award
- Emma Watson

### MTV Generation Award
- Jamie Foxx

## Statisztika

### Egynél több jelöléssel bíró filmek
- 7 jelölés: A sötét lovag - Felemelkedés, Napos oldal, Ted, Django elszabadul
- 6 jelölés: Bosszúállók
- 5 jelölés: Skyfall
- 4 jelölés: Tökéletes hang, Egy különc srác feljegyzései
- 3 jelölés: A nyomorultak, Magic Mike
- 2 jelölés: A hobbit: Váratlan utazás, Pi élete, Vadállatok

### Egynél több díjjal bíró filmek
- 3 díj: Bosszúállók, Napos oldal
- 2 díj: Tökéletes hang